# Liste des chapitres d'Angel Heart
Cet article présente les volumes et chapitres du seinen manga de Tsukasa Hōjō, Angel Heart. La première saison du manga a été éditée par Coamix et la deuxième saison est éditée par Tokuma Shoten. Ainsi, comme le manga a changé d'éditeur pour la deuxième saison, la première saison a été rééditée par Tokuma Shoten qui détient désormais les droits de la série.

## Angel Heart

### Tomes 1 à 10
| no | Japonais         | Japonais      | Français        | Français          |
| no | Date de sortie   | ISBN          | Date de sortie  | ISBN              |
| --- | ---------------- | ------------- | --------------- | ----------------- |
| 1 | 9 octobre 2001   | 4-10-771001-7 | 22 avril 2004   | 978-2-84538-319-7 |
| Liste des chapitres : - 1. L'assassin ébranlé par le destin - 2. Souvenir d'un rêve empli de hurlements - 3. Pour le retrouver ... - 4. Panique à Shinjuku! - 5. Guidée par le souvenir - 6. Retrouvailles avec le souvenir - 7. Course vers le tableau des messages - 8. Des retrouvailles nommées Rencontre - 9. Le choc d'une rencontre fortuite - 10. Discussion à cœur perdu                                  |                  |               |                 |                   |
| 2 | 10 décembre 2001 | 4-10-771012-2 | 24 juin 2004    | 978-2-84538-341-8 |
| Liste des chapitres : - 11. Exaltation de la réalité - 12. Le choc de la vérité - 13. Shinjuku sous tension - 14. Flash-back de choc - 15. Un destin lié à celui des frères Li - 16. Secret de naissance - 17. Une rencontre prédestinée - 18. Battements d'un cœur de verre - 19. Ryô le mystérieux - 20. Déclaration de guerre!! - 21. La détermination du guerrier - 22. Une raison de vivre                    |                  |               |                 |                   |
| 3 | 9 mars 2002      | 4-10-771026-2 | 24 août 2004    | 978-2-84538-372-2 |
| Liste des chapitres : - 23. Le lien des guerriers - 24. Choses oubliées - 25. Le passé qui ressurgit - 26. Une vie sans regret - 27. Souvenirs d'entraînements - 28. Au prix de ma vie - 29. La punition de Li Da-Ren - 30. Le nom perdu - 31. Le dernier règlement de comptes - 32. Papa - 33. Choc nostalgique, un an après                                                                                      |                  |               |                 |                   |
| 4 | 9 juillet 2002   | 4-10-771045-9 | 28 octobre 2004 | 978-2-84538-393-7 |
| Liste des chapitres : - 34. Sortie de clinique - 35. Premier rendez-vous père-fille - 36. Rencontre et séparation sur un bateau - 37. Le papa secret - 38. Bienvenue à la maison - 39. Le cadeau de Li Da-Ren - 40. Le plus grand malheur pour des parents - 41. Le restaurant du vieux Chen - 42. Fashion - 43. Baptême made in Shinjuku - 44. Client numéro un                                                   |                  |               |                 |                   |
| 5 | 9 novembre 2002  | 4-10-771065-3 | 2 décembre 2004 | 978-2-84538-424-8 |
| Liste des chapitres : - 45. Les habitudes d'un tueur à gages - 46. Ryô, Benjamin et la femme P.D.G. - 47. Cherche mon papa !! - 48. Le portrait d'un père - 49. Le vrai sourire de Tania - 50. Préparatifs au tir terminés - 51. L'ours aux ballons - 52. Conversation avec Kaori - 53. L'anniversaire de Saeko - 54. Rencontre dans un rêve - 55. Le frère et la sœur Makimura                                    |                  |               |                 |                   |
| 6 | 9 mars 2003      | 4-10-771080-7 | 10 février 2005 | 978-2-84538-435-4 |
| Liste des chapitres : - 56. Deux chiens errants - 57. Confessions d'un chient errant - 58. Le lien parents-enfants - 59. City Hunter coupable !? - 60. Les blessures du cœur - 61. Une fillette solitaire - 62. Le cœur de maman - 63. Je te protègerai, Yume ! - 64. La vérité dévoilée - 65. La décision de Xiang-Ying - 66. Un cœur d'ange                                                                      |                  |               |                 |                   |
| 7 | 9 juin 2003      | 4-10-771096-3 | 15 avril 2005   | 978-2-84538-481-1 |
| Liste des chapitres : - 67. Un bonheur injuste - 68. Le doux bruit d'un battement de cœur - 69. Deux visages souriants - 70. La métamorphose de Xiang-Ying - 71. Le contrat est un meurtre !? - 72. Un sentiment indicible - 73. Un homme maladroit - 74. Une pière de cinq sens en cadeau d'adieu - 75. Un lien plus précieux que la vie - 76. Retrouver encore une fois cette époque ... - 77. Une vraie famille |                  |               |                 |                   |
| 8 | 9 septembre 2003 | 4-10-771113-7 | 9 juin 2005     | 978-2-84538-508-5 |
| Liste des chapitres : - 78. La bague laissée en héritage - 79. XYZ de Saeko - 80. La cible est Xiang-Ying - 81. Les larmes de Kaori - 82. L'odeur du danger - 83. Triste tueur en série - 84. La fin du démon - 85. Un démon en manque d'amour - 86. Un lieu peuplé de souvenirs - 87. Un unique amour - 88. Une balle pleine de chaleur                                                                           |                  |               |                 |                   |
| 9 | 9 décembre 2003  | 4-10-771125-0 | 25 août 2005    | 978-2-84538-541-2 |
| Liste des chapitres : - 89. Un bonheur en retard - 90. Première émotion - 91. Son véritable visage - 92. C'est ça, l'amour? - 93. Un sentiment incommensurable - 94. L'amour d'un père pour sa fille - 95. Je suis amoureuse - 96. Une promesse lointaine - 97. Un visage souriant plein de bonheur - 98. Premier amour, séparation dans les larmes - 99. Les sentiments de ceux qui aiment                        |                  |               |                 |                   |
| 10 | 9 mars 2004      | 4-10-771139-0 | 13 octobre 2005 | 978-2-84538-582-5 |
| Liste des chapitres : - 100. Retrouvez ma sœur ! - 101. Ma sœur était-elle heureuse? - 102. La réaction de Kaori - 103. L'ange de Shinjuku - 104. Une compatibilité miraculeuse - 105. Le quartier des souvenirs - 106. Un tout petit vœu - 107. La décision de Makimura - 108. La véritable identité de City Hunter - 109. Une requête venant de Ryo - 110. L'idiot fidèle en amour !                             |                  |               |                 |                   |

### Tomes 11 à 20
| no | Japonais         | Japonais      | Français         | Français          |
| no | Date de sortie   | ISBN          | Date de sortie   | ISBN              |
| --- | ---------------- | ------------- | ---------------- | ----------------- |
| 11 | 9 juin 2004      | 4-10-771154-4 | 10 novembre 2005 | 978-2-84538-612-9 |
| Liste des chapitres : - 111. Le départ de Sayuri - 112. Le client est un voleur à la tire - 113. Baby trouble - 114. Malentendu entre amoureux - 115. Le miracle de la nuit sainte - 116. Retrouvailles prédestinées - 117. La métamorphose de deux êtres - 118. La mission de Bai-lan - 119. La vérité dans le viseur - 120. Un cadeau de dieu - 121. Premiers sentiments |                  |               |                  |                   |
| 12 | 9 septembre 2004 | 4-10-771173-0 | 9 février 2006   | 978-2-84538-648-8 |
| Liste des chapitres : - 122. La décision de Bai-Lan - 123. Triste jour d'exécution - 124. Raison de vivre - 125. Une vie en héritage - 126. La lettre de Bai-Lan - 127. Croire en la voie de son cœur - 128. Résonance de deux cœurs - 129. Les sentiments de Saori - 130. Le mensonge d'Aaya - 131. Le mensonge de Takahata - 132. La vérité dévoilée |                  |               |                  |                   |
| 13 | 9 novembre 2004  | 4-10-771184-6 | 27 avril 2006    | 978-2-84538-694-5 |
| Liste des chapitres : - 133. Les risques d'une transplantation - 134. Vis ! - 135. La preuve qu'on a vécu - 136. Le porte-bonheur de Takahata - 137. Saeko et la mystérieuse fillette - 138. Le zashiki-warashi de la ville - 139. Saeko paie sa dette - 140. Un rêve si doux - 141. Umibozu et le zashiki-warashi - 142. Un cœur pur - 143. L'amour d'un enfant pour sa mère |                  |               |                  |                   |
| 14 | 9 février 2005   | 4-10-771200-1 | 22 juin 2006     | 978-2-84538-737-9 |
| Liste des chapitres : - 144. Ensemble, toujours... - 145. Un coucher de soleil au cœur des ténèbres - 146. Un patron au cœur d'or - 147. Une grande actrice dangereuse ! - 148. L'histoire de Joy - 149. Votre être cher, dans ce quartier ? - 150. Un souvenir de l'être aimé - 151. Le début de la cohabitation ! - 152. Le bonheur de Miki - 153. Comme mère et fille - 154. La destination de Joy                                                                               |                  |               |                  |                   |
| 15 | 9 juin 2005      | 4-10-771220-6 | 24 août 2006     | 978-2-84538-773-7 |
| Liste des chapitres : - 155. La déclaration ! - 156. La photo de famille - 157. La vie téléphonique de Ryo - 158. Ce qui fait qu'on est aimé - 159. Love sign - 160. Un amoureux plein de mystères ?! - 161. La résolution de l'amour - 162. Le grand échec de Ryo - 163. Vodka entre femmes - 164. La place de chacun - 165. Une requête de Yang ? |                  |               |                  |                   |
| 16 | 9 septembre 2005 | 4-10-771236-2 | 23 novembre 2006 | 978-2-84538-822-2 |
| Liste des chapitres : - 166. L'amour sauvera le monde ?! - 167. La mission de Yang Fang-Yu - 168. Le Paradis et l'Enfer ?! - 169. L'éminence grise démasquée !! - 170. Yang, à l'attaque ! - 171. Retrouvailles... !! - 172. L'amour d'une mère - 173. Un avenir plein de promesses - 174. Le problème de Reisen - 175. L'avenir des amoureux - 176. Deux êtres frappés par le chagrin                                                                                              |                  |               |                  |                   |
| 17 | 9 décembre 2005  | 4-10-771252-4 | 11 janvier 2007  | 978-2-84538-895-6 |
| Liste des chapitres : - 177. La conviction d'un homme - 178. Le prix de la voyance - 179. Un avenir souriant - 180. Le destin en marche - 181. L'homme qui changea le destin - 182. Ce que Xin-Hong m'a appris - 183. L'avenir de Reiko - 184. Dur d'être père! - 185. Umibozu et la maitresse - 186. Le pervers, c'est Umibozu ?! - 187. Miki a disparu ?! |                  |               |                  |                   |
| 18 | 9 mars 2006      | 4-10-771267-2 | 8 mars 2007      | 978-2-84538-936-6 |
| Liste des chapitres : - 188. En route pour la classe de mer ! - 189. Le pervers se montre ! - 190. Détournement de car ! - 191. L'angoissante course-poursuite ! - 192. Conversation téléphonique entre un père et sa fille - 193. Le coup de poing de la colère ! - 194. La résolution d'un père et de sa fille - 195. La fin des vacances d'été - 196. Yang, le retour !! - 197. Le souvenir de la bague - 198. Le cadeau de Noël                                                 |                  |               |                  |                   |
| 19 | 9 juin 2006      | 4-10-771277-X | 10 mai 2007      | 978-2-84538-987-8 |
| Liste des chapitres : - 199. Le prétendant venu d'ailleurs ! - 200. Un train nommé délire ! - 201. Le premier rendez-vous du prince et Xiang-Ying - 202. L'ennemi d'hier est l'amoureux d'aujourd'hui ! - 203. Mao ouvre les négociations - 204. Scène de famille - 205. Un démon dissimulé dans une vie ordinaire - 206. La souffrance du prince - 207. L'alcool, les larmes, le prince et la maman ?! - 208. Déclaration d'amour sur la plage ! - 209. Un sentiment qui jaillit ! |                  |               |                  |                   |
| 20 | 9 septembre 2006 | 4-10-771295-8 | 23 août 2007     | 978-2-8094-0034-2 |
| Liste des chapitres : - 210. La résolution de Mao - 211. Deux hommes, dans une voiture - 212. Le prix d'une longue vie - 213. La nature des hommes ! - 214. Opération : assaut progressif ! - 215. Test d'aptitude de City Hunter - 216. La femme qui attaque, la femme qui attend - 217. La raison de vivre de Yang - 218. Le début d'une ère de bonheur !! - 219. Je suis ton papa ! - 220. Un père énigmatique !                                                                 |                  |               |                  |                   |

### Tomes 21 à 30
| no | Japonais         | Japonais          | Français         | Français          |
| no | Date de sortie   | ISBN              | Date de sortie   | ISBN              |
| --- | ---------------- | ----------------- | ---------------- | ----------------- |
| 21 | 9 janvier 2007   | 978-4-10-771313-1 | 8 novembre 2007  | 978-2-8094-0084-7 |
| Liste des chapitres : - 221. A dix-huit ans, on aime les chocs?! - 222. C'est Xiang-Ying qui a la clé?! - 223. Sayo, grande détective privée?! - 224. Mensonge sur mensonge, péché sur péché - 225. Le bar ou se trouve mon père - 226. La vérité sur Sayo - 227. Xiang-Ying fait sa rentrée scolaire ! - 228. Notre école - 229. Un amour qui prend son souffle dans le quartier de Shinjuku - 230. Lover letter panic! - 231. `Nous, la garde personnelle de Xiang-Ying! |                  |                   |                  |                   |
| 22 | 9 mai 2007       | 978-4-10-771308-7 | 28 février 2008  | 978-2-8094-0215-5 |
| Liste des chapitres : - 232. Bureau-boy et la garde personnelle - 233. Un mauvais pressentiment - 234. Là ou vont le gentils enfants - 235. Combat au corps à corps - 236. Une dangereuse rencontre - 237. Le Caméléon - 238. L'avenir de l'école Hanazono - 239. La belle-sœur de Yi-Ling - 240. L'offre du Caméléon - 241. Tir ajusté - 242. La réponse de Xiang-Ying |                  |                   |                  |                   |
| 23 | 9 août 2007      | 978-4-10-771334-6 | 29 mai 2008      | 978-2-8094-0303-9 |
| Liste des chapitres : - 243. Détermination - 244. L'amour en after! - 245. Premier after livré avec un harceleur! - 246. Comme un nuage - 247. Un souhait tragique - 248. Une gentillesse invisible - 249. Paysage invisible - 250. Vers un endroit chaleureux - 251. Un point faible surprenant - 252. Première expérience - 253. Premier pas vers la lumière |                  |                   |                  |                   |
| 24 | 9 novembre 2007  | 978-4-10-771367-4 | 21 août 2008     | 978-2-8094-0374-9 |
| Liste des chapitres : - 254. Jalousie - 255. Camarade - 256. Un nouveau sponsor - 257. Le coup de folie de Chen - 258. L'épreuve du feu - 259. La colère Xiang- Ying - 260. Souvenirs ineffaçables - 261. Combat final au Budokan - 262. Les larmes de Nishi - 263. Ma place en ce monde - 264. Retrouvailles d'été |                  |                   |                  |                   |
| 25 | 9 février 2008   | 978-4-10-771381-0 | 13 novembre 2008 | 978-2-8094-0515-6 |
| Liste des chapitres : - 265. Umibozu et Hazuki - 266. Le malentendu - 267. Le père d'Hazuki - 268. Le porte bonheur de Falcon - 269. Visite sur une tombe - 270. Le secret de Falcon - 271. Cosmos sulphureus - 272. Je vous aime - 273. Amour paternel - 274. Le souci d'Hazuki - 275. Le piège du caméléon |                  |                   |                  |                   |
| 26 | 9 mai 2008       | 978-4-10-771397-1 | 18 février 2009  | 978-2-8094-0605-4 |
| Liste des chapitres : - 276. Des clients indésirables - 277. La queue du tigre - 278. Ces individus sont violents et dangereux - 279. Un duel à cent millions - 280. Ce que ressentait ma mère - 281. Boïng - 282. Le caméléon passe à l'action - 283. Lumière - 284. Jinx - 285. Nuit d'angoisse - 286. Le bruit des vagues |                  |                   |                  |                   |
| 27 | 9 septembre 2008 | 978-4-10-771420-6 | 13 mai 2009      | 978-2-8094-0828-7 |
| Liste des chapitres : - 287. Un tout petit XYZ - 288. Pour ma famille - 289. Prolongations - 290. Le mauvais rôle - 291. Culpabilité - 292. Larmes de joie - 293. Arrogance - 294. Repentir et prière pour le repos des âmes - 295. Dernières paroles - 296. Son vrai visage - 297. Le temps père fille |                  |                   |                  |                   |
| 28 | 9 décembre 2008  | 978-4-10-771444-2 | 26 août 2009     | 978-2-8094-0894-2 |
| Liste des chapitres : - 298. Les larmes du bonheur - 299. L'ombre - 300. La saison des amours - 301. Infiltration - 302. La doublure - 303. Le parfum de l'olivier de Chine - 304. Deux êtres qui se ressemblent - 305. Un battement de cœur certain - 306. Les cloches du bonheur - 307. Le serment - 308. Voyage de noces |                  |                   |                  |                   |
| 29 | 9 mars 2009      | 978-4-10-771468-8 | 18 novembre 2009 | 978-2-8094-0927-7 |
| Liste des chapitres : - 309. Même si nous sommes séparés... - 310. Makoto - 311. La déclaration de guerre - 312. La doublure - 313. Une longue journée - 314. Succès accidentel - 315. Silence orchestré - 316. La détermination de Saeko - 317. Flagrant délit - 318. Saeko reprend du service - 319. Le commanditaire |                  |                   |                  |                   |
| 30 | 9 juillet 2009   | 978-4-10-771496-1 | 10 mars 2010     | 978-2-8094-1259-8 |
| Liste des chapitres : - 320. Cruelle punition - 321. Colère noire - 322. L'héritage du Caméléon - 323. Un XYZ suspect - 324. La maison de son sourire - 325. Les reliques d'un vieil homme - 326. Deux hommes aux antipodes - 327. Un lanterne en plein jour - 328. Reconnaissance en territoire ennemi - 329. A l'assaut, C.H. ! - 330. Échange d'otages |                  |                   |                  |                   |

### Tomes 31 à 33
| no | Japonais         | Japonais          | Français        | Français          |
| no | Date de sortie   | ISBN              | Date de sortie  | ISBN              |
| --- | ---------------- | ----------------- | --------------- | ----------------- |
| 31 | 9 novembre 2009  | 978-4-10-771530-2 | 7 juillet 2010  | 978-2-8094-1382-3 |
| Liste des chapitres : - 331. Attention j'arrive ! - 332. Ton héros à toi seule - 333. Un jour, un sourire - 334. L'Ange Simon - 335. Le petit d'une grenouille set aussi une grenouille - 336. Deux vies - 337. Un petit quelque chose de spécial - 338. Les City Hunter du ciel - 339. De nos mains jointes - 340. Une toute petite cliente - 341. La raison de ses larmes |                  |                   |                 |                   |
| 32 | 9 mars 2010      | 978-4-10-771554-8 | 16 février 2011 | 978-2-8094-1742-5 |
| Liste des chapitres : - 342. De fausses retrouvailles - 343. Je veux la voir - 344. Trouve ma maison - 345. Le prix de l'oubli - 346. Dites-moi que c'est faux... - 347. Un mensonge d'amour - 348. Une myriade de lunes - 349. Le vent de l'espoir - 350. Le coup monté de monsieur Chen - 351. La rose et le petit prince - 352. Sentiments naissants                     |                  |                   |                 |                   |
| 33 | 9 septembre 2010 | 978-4-10-771588-3 | 24 août 2011    | 978-2-8094-2023-4 |
| Liste des chapitres : - 353. L'effet du pont suspendu sur l'amour - 354. Liberté d'un jour - 355. Courage et acceptation - 356. Un but pour vivre - 357. Les manœuvres secrètes du vieux Chen - 358. Le don - 359. Le choix de l'amour - 360. Père et fils - 361. Double don - 362. Un ange violent - 363. Jusqu'où va l'amour                                              |                  |                   |                 |                   |

## Angel Heart - 1st Season
Cette édition correspond à la réédition sortie chez Tokuma Shoten, et reprend la série originelle en 24 volumes au lieu de 33. Chaque volume compte environ 1 tome et demi de l'édition de base, incluant aussi des pages en couleurs.
| no | Japonais          | Japonais          | Français          | Français          |
| no | Date de sortie    | ISBN              | Date de sortie    | ISBN              |
| --- | ----------------- | ----------------- | ----------------- | ----------------- |
| 1 | 19 mars 2012      | 978-4-1998-0073-3 | 23 septembre 2015 | 978-2-8094-4794-1 |
| Liste des chapitres : - Chapitre 1 - L'assassin ballotté par le destin - Chapitre 2 - Souvenir d'un rêve déchiré par des hurlements - Chapitre 3 - Pour le retrouver... - Chapitre 4 - Panique à Shinjuku ! - Chapitre 5 - Guidée par le souvenir - Chapitre 6 - Retrouvailles avec le souvenir - Chapitre 7 - Course vers le tableau des messages - Chapitre 8 - Des retrouvailles nommées rencontre - Chapitre 9 - Le choc d'une rencontre fortuite - Chapitre 10 - Discussion à cœur perdu - Chapitre 11 - Exaltation de la réalité - Chapitre 12 - Le choc de la vérité - Chapitre 13 - Shinjuku sous tension                                                                   |                   |                   |                   |                   |
| 2 | 19 mars 2012      | 978-4-1998-0074-0 | 23 septembre 2015 | 978-2-8094-4918-1 |
| Liste des chapitres : - Chapitre 14 - Flash-back bouleversant - Chapitre 15 - Un destin lié à celui des frères Li - Chapitre 16 - Secret de naissance - Chapitre 17 - Une rencontre prédestinée - Chapitre 18 - Les battements d'un cœur de verre - Chapitre 19 - Ryo le mystérieux - Chapitre 20 - Déclaration de guerre !! - Chapitre 21 - La détermination du guerrier - Chapitre 22 - Une raison de vivre - Chapitre 23 - Ce qui lie les guerriers - Chapitre 24 - Choses oubliées - Chapitre 25 - Le passé ressuscité - Chapitre 26 - Une vie sans regret - Chapitre 27 - Souvenirs d'entraînements - Chapitre 28 - Au prix de ma vie - Chapitre 29 - Le châtiment de Li Daren |                   |                   |                   |                   |
| 3 | 20 avril 2012     | 978-4-1998-0080-1 | 14 octobre 2015   | 978-2-8094-4963-1 |
| Liste des chapitres : - Chapitre 30 - Le nom perdu - Chapitre 31 - La dernière bataille - Chapitre 32 - Papa - Chapitre 33 - Choc nostalgique, un an après - Chapitre 34 - Sortie de clinique - Chapitre 35 - Premier rendez-vous père-fille - Chapitre 36 - Rencontre et séparation sur un bateau - Chapitre 37 - Le papa secret - Chapitre 38 - Bienvenue à la maison - Chapitre 39 - Le cadeau de Li Daren - Chapitre 40 - Le plus grand malheur pour des parents - Chapitre 41 - Le restaurant du vieux Chen - Chapitre 42 - Fashion - Chapitre 43 - Baptême made in Shinjuku - Chapitre 44 - Client numéro un                                                                  |                   |                   |                   |                   |
| 4 | 20 avril 2012     | 978-4-1998-0081-8 | 4 novembre 2015   | 978-2-8094-5049-1 |
| Liste des chapitres : - Chapitre 45 - Les habitudes d'un tueur à gages - Chapitre 46 - Ryo, Benjamine et la PDG - Chapitre 47 - Retrouve mon papa !! - Chapitre 48 - Le portrait d'un père - Chapitre 49 - Le vrai sourire de Tanya - Chapitre 50 - Préparatifs au tir terminés - Chapitre 51 - L'ours aux ballons - Chapitre 52 - Conversation avec Kaori - Chapitre 53 - L'anniversaire de Saeko - Chapitre 54 - Rencontre dans un rêve - Chapitre 55 - Le frère et la sœur Makimura - Chapitre 56 - Deux chiens errants - Chapitre 57 - Confessions d'un chien errant - Chapitre 58 - Le lien parent-enfant - Chapitre 59 - City Hunter coupable ?!                              |                   |                   |                   |                   |
| 5 | 19 mai 2012       | 978-4-1998-0086-3 | 13 janvier 2016   | 978-2-8094-5326-3 |
| 6 | 19 mai 2012       | 978-4-19-980087-0 | 9 mars 2016       | 978-2-8094-5455-0 |
| 7 | 20 juin 2012      | 978-4-19-980091-7 | 11 mai 2016       | 978-2-8094-5544-1 |
| 8 | 20 juin 2012      | 978-4-19-980092-4 | 6 juillet 2016    | 978-2-8094-5591-5 |
| 9 | 20 juillet 2012   | 978-4-19-980098-6 | 14 septembre 2016 | 978-2-8094-5678-3 |
| 10 | 20 juillet 2012   | 978-4-19-980099-3 | 2 novembre 2016   | 978-2-8094-5728-5 |
| 11 | 20 août 2012      | 978-4-19-980102-0 | 11 janvier 2017   | 978-2-8094-6066-7 |
| 12 | 20 août 2012      | 978-4-19-980103-7 |                   |                   |
| 13 | 20 septembre 2012 | 978-4-19-980109-9 |                   |                   |
| 14 | 20 septembre 2012 | 978-4-19-980110-5 |                   |                   |
| 15 | 20 octobre 2012   | 978-4-19-980114-3 |                   |                   |
| 16 | 20 octobre 2012   | 978-4-19-980115-0 |                   |                   |
| 17 | 20 novembre 2012  | 978-4-19-980121-1 |                   |                   |
| 18 | 20 novembre 2012  | 978-4-19-980122-8 |                   |                   |
| 19 | 20 décembre 2012  | 978-4-19-980127-3 |                   |                   |
| 20 | 20 décembre 2012  | 978-4-19-980128-0 |                   |                   |
| 21 | 19 janvier 2013   | 978-4-19-980134-1 |                   |                   |
| 22 | 19 janvier 2013   | 978-4-19-980135-8 |                   |                   |
| 23 | 20 février 2013   | 978-4-19-980137-2 |                   |                   |
| 24 | 20 février 2013   | 978-4-19-980138-9 |                   |                   |

## Angel Heart - 2nd Season
| no | Japonais          | Japonais          | Français          | Français          |
| no | Date de sortie    | ISBN              | Date de sortie    | ISBN              |
| -- | ----------------- | ----------------- | ----------------- | ----------------- |
| 1  | 22 mars 2011      | 978-4-19-980001-6 | 17 avril 2013     | 978-2-8094-3034-9 |
| 2  | 20 septembre 2011 | 978-4-19-980035-1 | 5 juin 2013       | 978-2-8094-3156-8 |
| 3  | 19 mars 2012      | 978-4-19-980069-6 | 21 août 2013      | 978-2-8094-3284-8 |
| 4  | 20 août 2012      | 978-4-19-980100-6 | 16 octobre 2013   | 978-2-8094-3349-4 |
| 5  | 19 janvier 2013   | 978-4-19-980130-3 | 8 janvier 2014    | 978-2-8094-3611-2 |
| 6  | 20 juin 2013      | 978-4-19-980148-8 | 26 mars 2014      | 978-2-8094-3842-0 |
| 7  | 20 novembre 2013  | 978-4-19-980170-9 | 11 juin 2014      | 978-2-8094-4117-8 |
| 8  | 20 mars 2014      | 978-4-19-980197-6 | 10 septembre 2014 | 978-2-8094-4190-1 |
| 9  | 20 septembre 2014 | 978-4-19-980232-4 | 11 mars 2015      | 978-2-8094-4631-9 |
| 10 | 20 février 2015   | 978-4-19-980256-0 | 22 septembre 2015 | 978-2-8094-4424-7 |
| 11 | 18 juillet 2015   | 978-4-19-980280-5 | 27 avril 2016     | 978-2-8094-5481-9 |
| 12 | 20 octobre 2015   | 978-4-19-980300-0 | 24 août 2016      | 978-2-8094-5818-3 |
| 13 | 20 avril 2016     | 978-4-19-980341-3 | 15 février 2017   | 978-2-8094-6121-3 |
| 14 | 20 septembre 2016 | 978-4-19-980365-9 | 14 juin 2017      | 978-2-8094-6411-5 |
| 15 | 20 février 2017   | 978-4-19-980393-2 | 11 octobre 2017   | 978-2-8094-6538-9 |
| 16 | 20 juillet 2017   | 978-4-19-980430-4 | 7 février 2018    | 978-2-8094-6880-9 |

### Édition japonaise
Angel Heart
1. ↑  (fr) « Tome 1 »
2. ↑  (fr) « Tome 2 »
3. ↑  (fr) « Tome 3 »
4. ↑  (fr) « Tome 4 »
5. ↑  (fr) « Tome 5 »
6. ↑  (fr) « Tome 6 »
7. ↑  (fr) « Tome 7 »
8. ↑  (fr) « Tome 8 »
9. ↑  (fr) « Tome 9 »
10. ↑  (fr) « Tome 10 »
11. ↑  (fr) « Tome 11 »
12. ↑  (fr) « Tome 12 »
13. ↑  (fr) « Tome 13 »
14. ↑  (fr) « Tome 14 »
15. ↑  (fr) « Tome 15 »
16. ↑  (fr) « Tome 16 »
17. ↑  (fr) « Tome 17 »
18. ↑  (fr) « Tome 18 »
19. ↑  (fr) « Tome 19 »
20. ↑  (fr) « Tome 20 »
21. ↑  (fr) « Tome 21 »
22. ↑  (fr) « Tome 22 »
23. ↑  (fr) « Tome 23 »
24. ↑  (fr) « Tome 24 »
25. ↑  (fr) « Tome 25 »
26. ↑  (fr) « Tome 26 »
27. ↑  (fr) « Tome 27 »
28. ↑  (fr) « Tome 28 »
29. ↑  (fr) « Tome 29 »
30. ↑  (fr) « Tome 30 »
31. ↑  (fr) « Tome 31 »
32. ↑  (fr) « Tome 32 »
33. ↑  (fr) « Tome 33 »

Angel Heart - 2nd Season
1. 1 2  (ja) « Tome 1 »
2. 1 2  (ja) « Tome 2 »
3. 1 2  (ja) « Tome 3 »
4. 1 2  (ja) « Tome 4 »
5. 1 2  (ja) « Tome 5 »
6. 1 2  (ja) « Tome 6 »
7. 1 2  (ja) « Tome 7 »
8. 1 2  (ja) « Tome 8 »
9. 1 2  (ja) « Tome 9 »
10. 1 2  (ja) « Tome 10 »
11. 1 2  (ja) « Tome 11 »
12. 1 2  (ja) « Tome 12 »
13. 1 2  (ja) « Tome 13 »
14. 1 2  (ja) « Tome 14 »
15. 1 2  (ja) « Tome 15 »
16. 1 2  (ja) « Tome 16 »

### Édition française
Angel Heart
1. 1 2  (fr) « Tome 1 »
2. 1 2  (fr) « Tome 2 »
3. 1 2  (fr) « Tome 3 »
4. 1 2  (fr) « Tome 4 »
5. 1 2  (fr) « Tome 5 »
6. 1 2  (fr) « Tome 6 »
7. 1 2  (fr) « Tome 7 »
8. 1 2  (fr) « Tome 8 »
9. 1 2  (fr) « Tome 9 »
10. 1 2  (fr) « Tome 10 »
11. 1 2  (fr) « Tome 11 »
12. 1 2  (fr) « Tome 12 »
13. 1 2  (fr) « Tome 13 »
14. 1 2  (fr) « Tome 14 »
15. 1 2  (fr) « Tome 15 »
16. 1 2  (fr) « Tome 16 »
17. 1 2  (fr) « Tome 17 »
18. 1 2  (fr) « Tome 18 »
19. 1 2  (fr) « Tome 19 »
20. 1 2  (fr) « Tome 20 »
21. 1 2  (fr) « Tome 21 »
22. 1 2  (fr) « Tome 22 »
23. 1 2  (fr) « Tome 23 »
24. 1 2  (fr) « Tome 24 »
25. 1 2  (fr) « Tome 25 »
26. 1 2  (fr) « Tome 26 »
27. 1 2  (fr) « Tome 27 »
28. 1 2  (fr) « Tome 28 »
29. 1 2  (fr) « Tome 29 »
30. 1 2  (fr) « Tome 30 »
31. 1 2  (fr) « Tome 31 »
32. 1 2  (fr) « Tome 32 »
33. 1 2  (fr) « Tome 33 »

Angel Heart II
1. 1 2  (fr) « Tome 1 »
2. 1 2  (fr) « Tome 2 »
3. 1 2  (fr) « Tome 3 »
4. 1 2  (fr) « Tome 4 »
5. 1 2  (fr) « Tome 5 »
6. 1 2  (fr) « Tome 6 »
7. 1 2  (fr) « Tome 7 »
8. 1 2  (fr) « Tome 8 »
9. 1 2  (fr) « Tome 9 »
10. 1 2  (fr) « Tome 10 »
11. 1 2  (fr) « Tome 11 »
12. 1 2  (fr) « Tome 12 »
13. 1 2  (fr) « Tome 13 »
14. 1 2  (fr) « Tome 14 »
15. 1 2  (fr) « Tome 15 »
16. 1 2  (fr) « Tome 16 »